# Flavarchaea lofty
Flavarchaea lofty är en spindelart som beskrevs av Rix 2006. Flavarchaea lofty ingår i släktet Flavarchaea och familjen Pararchaeidae.
Artens utbredningsområde är Sydaustralien. Inga underarter finns listade i Catalogue of Life.